# 出版取次
出版取次（しゅっぱん とりつぎ）とは、出版とその関連業界で、出版社と書店の間をつなぐ流通業者を指す言葉。単に取次とも。
取次と書店との関係は、卸売問屋と小売店の関係に当たるが、委託販売制度により、書店が在庫管理を考えなくて済むのが、他の業種との大きな違いである。

## 機能
20世紀の出版業は、他業界に比して取り扱う商品の種類が極端に多く、出版社や書店は多数の個別取引や商品管理の煩雑を抱えることになった、また書店は、雑誌などの商品が売れ残った場合の損失リスクが大きかった。このため、日本の出版流通は取次主導型の体制により、取引の仲介、配本・返品の管理、代金回収などを一手に引き受けるほか、取次が出版社と書店の仲に入って信用保証を行うことにより、再販売価格維持、委託販売制度といった日本独自の業界制度を実質的に維持する役割を担った。
また、雑誌、新刊本、人気本などで書店の仕入れ希望数合計が発行部数よりも多くなることもある書籍は、取次が一元的に各書店への配本数を調整し、全国に安定して配本する役割を果たした。
また、必要に応じて、書店に対して品揃えの調整・販売促進イベントやフェアの実施の助言をしたり、出版社に市況に合った書籍の助言をしたりするなど、コンサルティング機能を担うこともあった。
また、書店への代金回収の繰り延べや出版社への委託販売代金の見込払いといった、実質的な金融機能を担うこともあった。
一方で、中小出版社や書店も多い書籍関連業界において安定した流通を維持するためには、取次により徹底管理された護送船団方式的な横並びシステムとならざるを得ない面もあった。21世紀に入り、オンライン書店の台頭や電子書籍の普及といった情報革命が書籍関連業界に及んでも、中小出版社・書店での流通システム面でのイノベーションによる対応は緩慢であった。
取次は出版社や書店に対してパターナリズム的な支配関係を維持していたため、時には書店側の意向や公正な取引慣行を無視した要求が批判・摘発されることもある。平成10年2月25日には書籍流通システムの更新費用の負担を書店に強要したとして、出版取次大手の日本出版販売およびトーハンが公正取引委員会から警告を受けている。
出版社、小売書店の両サイドで、取次を介さない相互の直接取引を増やすことを志向する企業がある。出版社ではディスカヴァー・トゥエンティワンやトランスビューなど。 小売ではアマゾンジャパンや丸善ジュンク堂書店などである。
大手出版社ではKADOKAWAが自社から直接書店に配送する会社の設立を予定、講談社でもアマゾンジャパンと取次を介さない直接取引を開始した。

## 歴史
明治の初めは出版社や書店が取次を兼業していたが、雑誌販売の増加にともなって専業取次が現われる。
大正時代には雑誌・書籍を取り扱う大取次、書籍を地方まで運ぶ中取次、市内の書店を小刻みに取り次ぐ小取次や、せどりやなどへと分化しており、その数も全国で300社余りもあった。
1941年、太平洋戦争（第二次世界大戦）に伴う戦時統制の一環として全国の取次が強制的に解散させられ、日本出版配給（日配）に統合された。この時点で、それまでの取次はほとんど消滅した。戦後の1949年に日配は解体され、現在も続く取次会社の多くがこの頃に創業している。
取引形態は当初は買い切り、値引き販売が基本だった。
- 1909年 - 実業之日本社が雑誌の返品制（委託販売制）を初めて採用して成功を収め、以後他社も追随して雑誌の返品制が確立する。
- 1919年 - 東京書籍商組合が定価販売制を導入。
- 1926年 - 円本時代始まる。書籍の大量流通が始まって雑誌流通と一体化、書籍の返品制が始まる。
- 1953年 - 再販制度制定。

という流れを経て、書籍・雑誌流通の一体化、返品制、定価販売（再販売価格維持制度）という現在の方式に移行している。この方式は大量生産、大量流通を可能にした。これ以後、日本の経済発展に合わせて出版も規模を拡大、取次も成長していく。
ところが定価販売制の元では価格競争が起こらず、流通システムの効率化がなかなか進まなかった。その結果が書店の過剰出店や返品の増加となって現われ、近年の出版不況とあいまって、書店や出版社だけでなく取次をも苦しめている。
こうした状況を打破するための取り組みも行われている。1990年には須坂共同倉庫構想（須坂ジャパンブックセンター計画）が持ち上がり、2005年には日販ほか取次数社による出版共同流通や、トーハンの桶川計画（トーハン桶川SCMセンター）が始まっている。
1990年代以降は電子書籍発行の試みが積極的に行われ、また2000年代には携帯電話（フィーチャーフォン）向け携帯コミック配信サイトが多数開設されたことによって、コンテンツ調達の問題が発生したため、2006年10月には凸版印刷から分社したビットウェイ（現 出版デジタル機構）により電子書籍専門の取次が開始された。
2013年以降、インターネット・コンテンツの台頭に伴う出版売上減、書店数激減により、トーハンと日販の寡占化が加速。業界3位の大阪屋が楽天や大日本印刷や大手出版社の資本参加により経営立て直しを計る。
2015年6月 当時業界4位だった栗田出版販売が東京地方裁判所に民事再生法適用を申請。
2016年2月5日 栗田出版販売に次ぐ存在とされていた太洋社が自主廃業を発表。取引書店を別取次会社に帳合変更してもらうことで書店への影響解消をめざすとしたが、2月11日には友朋堂吾妻店（茨城県つくば市）が、同月14日にはコミック専門店ひょうたん書店（鹿児島市）が閉店し、書店側は太洋社の廃業が理由と表明した。3月15日、太洋社は自主廃業を断念し、東京地方裁判所に破産を申請した。

## 主な出版取次会社
戦後日本の取次会社数は100社あまりと推定されていたが、業界団体である日本出版取次協会の加盟会社数は2019年9月時点で19社 であり、減少傾向にある。
このうち2社でシェアの70%以上を占めるといわれるトーハンと日販が二大取次と呼ばれる。また、出版社や書店、古書店が集積する東京の神田神保町とその周辺に中小取次が集中しており、これを通称神田村という。
総合取次（あらゆる分野の出版物を扱う取次）
- 日本出版販売（日販）（業界最大手。日本出版配給が母体）
- トーハン（旧：東京出版販売）（業界第2位。日本出版配給が母体）
  - 協和出版販売(非連結子会社[12])
- 楽天ブックスネットワーク（業界第3位。旧社名は大阪屋栗田）
- 中央社（トーハンと物流業務の協業）

専門取次（特定分野の出版物を扱う取次）
- 日教販（教科書・学習参考書）
- 共栄図書（教科書・学習参考書）
- 中央本社（教科書・学習参考書）
- 鍬谷書店（医書・看護書を中心に自然科学書）
- 西村書店（自然科学書）
- JRC（人文書・社会科学書）
- 八木書店（文学・歴史・人文書）
- ツバメ出版流通（文学・思想・芸術書）
- 大学図書（法律書）
- 全国官報販売協同組合（政府刊行物）
- 東京官書普及（政府刊行物）
- 文苑堂（コミック・ゲーム攻略本等）
- 地方・小出版流通センター（総合取次不扱の地方出版社・小出版社の刊行書）
- 松沢書店（楽譜・音楽書）
- 大阪村上楽器（楽譜・音楽書）
- 子どもの文化普及協会（児童書等）

### 書店以外対象

#### 駅・コンビニ
新聞、特にスポーツ新聞の即売（俗に言う「スタンド売り」「駅売り」。「宅配」の対義語）流通から発祥し、私鉄駅売店やコンビニエンスストアなどいわゆる書店以外への新聞・雑誌・書籍流通を主とする取次会社は特に即売と呼ばれる。
首都圏においては主要4社（たきやま、東都春陽堂、東京即売、啓徳社）が寡占しており、「即売4社」「4即」とまとめて呼称される場合もある。
首都圏以外では、関西ではやはり主要4社（新販、近販、かんそく、大読社）がそれらを担っている。東海地区においてはスポットセール中部という即売会社がやはり、新聞流通及び精算・帳合を行っている。
なおJR各社の駅キヨスク関連売店への流通は鉄道弘済会が独占的に担っていたが、コンビニエンスストアへの売店の移行などもあり売上は減少していた。2018年10月には鉄道弘済会が同業務から撤退しトーハンが引き継いでいる。

#### 教育機関
学校などには地域の書店のほか、日教販を通して書籍が流通する。

#### 図書館
公共図書館へは、地域の書店のほか、日本図書館協会から分離した図書館流通センター（TRC）を通じて書籍が流通する。

#### 生協・直販
大学や職場、地域などの各生活協同組合や通信販売などを通じて、消費者に直接販売されるルートもある。

### 電子書籍取次
出版社から預かった電子書籍データを、販売サイトの仕様に合うように加工・編集（ファイル形式の変更・画像サイズの調整・書誌情報の追加・アダルト漫画のぼかしの追加など）し、販売サイトに供給し、売り上げの集金・出版社への支払いを代行している。電子書籍取次は従来の取次と競合する関係にあるため、ほとんどは大手印刷会社や大手・中堅出版社の出資によって設立されている。
なお出版物の電子書籍化作業・書店営業の受託、販売サイトのバックエンドシステムの提供や、会社設立時の経緯から電子書籍販売サイトを自社運営している企業もある。
- メディアドゥ（業界最大手。トーハンと資本業務提携）
- モバイルブック・ジェーピー（大日本印刷の子会社）
- ブックウォーカー（KADOKAWAグループ）
- イーブックイニシアティブジャパン（NAVERグループ）
- クリーク・アンド・リバー社
- ブックリスタ （ソニー、KDDI、凸版印刷、朝日新聞社が出資）
- デジタルカタパルト（共同印刷の子会社）
- 兼松グランクス（兼松グループ）
- 暁NEXT（共立印刷グループ）
- アルド・エージェンシー・グローバル（パピレスとアムタスの共同出資会社、海外市場専門取次）

### かつて存在した出版取次
- KRT - 旧社名：栗田出版販売。2015年6月26日、民事再生法適用。
- 太洋社 - 2016年2月、自主廃業の方針を表明したが3月には断念し破産を申請した。
- 鈴木書店 - 2001年12月7日、破産を申請した。
- 日本地図共販
- 日本洋書販売
- 日本雑誌販売
- 三和図書
- 東邦書籍
- 不退書店
- 東京雑誌販売 - 自販機本の専門商社。